# Liste von Sprengstoffanschlägen im Jahr 1981
Die Liste von Sprengstoffanschlägen im Jahr 1981 erfasst Anschläge mit Sprengladungen und anderen Spreng- und Brandvorrichtungen gegen Einrichtungen und Ansammlungen von Menschen, die im Jahr 1981 passierten. Zu den Formen zählen unter anderem Auto- und Rucksackbomben. Siehe auch Liste von Anschlägen auf Verkehrsflugzeuge.

## Liste
| Datum         | Ereignis                                                              | Ort                 | Staat                  | Tote       | Verletzte | Anmerkung, Quellen |
| ------------- | --------------------------------------------------------------------- | ------------------- | ---------------------- | ---------- | --------- | ------------------ |
| 26. Jan. 1981 | Anschlag mit Autobombe auf Möbelgeschäft                              | Portadown           | Vereinigtes Königreich | 0          | 12        | [ 1 ]              |
| 5. Feb. 1981  | Sprengstoffanschlag auf Güterzug                                      | Usulután            | El Salvador            | 22         | 0         | [ 2 ]              |
| 9. Feb. 1981  | Anschlag mit automatischen Schusswaffen, Mörsern und Granaten auf Bus | Cuscatlán           | El Salvador            | 18         | 23        | [ 3 ]              |
| 21. Feb. 1981 | Sprengstoffanschlag auf Radio-Free-Europe-Büro                        | München             | BR Deutschland         | 0          | 8         | [ 4 ]              |
| 21. Feb. 1981 | Sprengstoffanschlag auf Einkaufspassage                               | Hongkong            | Hongkong               | 0          | 23        | [ 5 ]              |
| 28. Feb. 1981 | Anschlag mit automatischen Schusswaffen und Sprengstoff auf Bus       | Idlib               | Syrien                 | 25         | 0         | [ 6 ]              |
| 6. März 1981  | Sprengstoffanschlag                                                   | Zahlé               | Libanon                | 3          | 22        | [ 7 ]              |
| 3. Apr. 1981  | Sprengstoffanschlag auf Moschee                                       | Ghom                | Iran                   | 0          | 23        | [ 8 ]              |
| 8. Apr. 1981  | Bombenanschlag auf den Kölner U-Bahnhof Neumarkt                      | Köln                | BR Deutschland         | 0          | 7         | [ 9 ]              |
| 20. Apr. 1981 | Granatenangriff auf Kathedrale                                        | Davao City          | Philippinen            | 13         | 161       | [ 10 ]             |
| 25. Apr. 1981 | Anschlag mit Autobombe auf Bushaltestelle                             | Kermānschāh         | Iran                   | 7          | 35        | [ 11 ]             |
| 10. Mai 1981  | Anschlag mit Granaten und automatischen Gewehren auf Soldaten         | Kawanda             | Uganda                 | 34         | 0         | [ 12 ]             |
| 19. Mai 1981  | Granatenangriff auf Hahnenkampfarena                                  | Cotabato City       | Philippinen            | 4          | 47        | [ 13 ]             |
| 6. Juni 1981  | Sprengstoffanschlag auf Kaufhaus                                      | Bangkok             | Thailand               | 0          | 40        | [ 14 ]             |
| 11. Juni 1981 | Autobombenanschlag                                                    | Tyros               | Libanon                | 1          | 35        | [ 15 ]             |
| 11. Juni 1981 | Raketenangriff auf Militärposten                                      | Chalatenango        | El Salvador            | 30         | 0         | [ 16 ]             |
| 23. Juni 1981 | Sprengstoffanschlag auf Bahnhof                                       | Gilan               | Iran                   | 6          | 50        | [ 17 ]             |
| 28. Juni 1981 | Sprengstoffanschlag auf IRP-Treffen                                   | Teheran             | Iran                   | 74         |           | [ 18 ]             |
| 21. Juli 1981 | Sprengstoffanschlag auf Kaufhaus                                      | Lausanne            | Schweiz                | 0          | 20        | [ 19 ]             |
| 21. Juli 1981 | Sprengstoff- und Schusswaffenanschlag auf Verkehrsbüro                | Piräus              | Griechenland           | 2          | 70        | [ 20 ]             |
| 26. Juli 1981 | Anschlag mit Granatwerfer und Schusswaffen auf Hazienda               | San Vicente         | El Salvador            | 21         |           | [ 21 ]             |
| 2. Aug. 1981  | Sprengstoffanschlag auf Hochzeit                                      | Kairo               | Ägypten                | 3          | 56        | [ 22 ]             |
| 10. Aug. 1981 | Sprengstoffanschlag auf Israelische Botschaft                         | Wien                | Österreich             | 0          | 1         | [ 23 ]             |
| 29. Aug. 1981 | Angriff mit Maschinengewehren und Granaten auf Stadttempel            | Wien                | Österreich             | 2          | 30        | [ 24 ]             |
| 31. Aug. 1981 | Anschlag mit Autobombe auf US-Militärflughafen Ramstein               | Ramstein-Miesenbach | BR Deutschland         | 0          | 20        | [ 25 ]             |
| 3. Sep. 1981  | Anschlag mit Autobombe auf Militärpersonal                            | Damaskus            | Syrien                 | 20         | 50        | [ 26 ]             |
| 17. Sep. 1981 | Anschlag mit Autobombe auf PLO-Hauptquartier                          | Sidon               | Libanon                | 23         | 90        | [ 27 ]             |
| 20. Sep. 1981 | Sprengstoffanschlag auf Kino                                          | Beirut              | Libanon                | 4          | 28        | [ 28 ]             |
| 1. Okt. 1981  | Anschlag mit Autobombe auf Polizeihauptquartier                       | Beirut              | Libanon                | 83         | 300       | [ 29 ]             |
| 7. Okt. 1981  | Anschlag mit Sturmgewehren und Granaten auf Polizeihauptquartier      | Asyut               | Ägypten                | 54         | 0         | [ 30 ]             |
| 9. Okt. 1981  | Anschlag mit Autobombe auf Kaserne                                    | London              | Vereinigtes Königreich | 2          | 37        | [ 31 ]             |
| 20. Okt. 1981 | Anschlag mit Autobombe auf Synagoge                                   | Antwerpen           | Belgien                | 3          | 95–106    | [ 32 ]             |
| 29. Nov. 1981 | Anschlag mit Autobombe auf Gebäude                                    | Damaskus            | Syrien                 | 200+       |           |                    |
| 29. Nov. 1981 | Anschlag mit Autobombe auf Gebäude                                    | Aleppo              | Syrien                 | 90         | 135       | [ 33 ]             |
| 15. Dez. 1981 | Selbstmordattentat mit Autobombe auf Irakische Botschaft              | Beirut              | Libanon                | 60–66 (+1) | 100+      | [ 34 ]             |